# كليفيديبين
كليفيديبين (Clevidipine)، الذي يباع تحت الإسم التجاري كليفيبريكس( Cleviprex)، هو دواء يستخدم لعلاج ارتفاع ضغط الدم.  و يشمل ذلك حالات الطوارئ المرتبطة بارتفاع ضغط الدم و في وقت إجراء الجراحة كذلك.  يعطى عن طريق الحقن في الوريد.  لتبدأ التأثيرات خلال 4 دقائق و تستمر لمدة قد تصل إلى 15 دقيقة. 
تشمل الآثار الجانبية الشائعة لهذا العقار على: الصداع و الغثيان.  إضافة إلى ذلك، قد تشمل الآثار الجانبية الأخرى انخفاض ضغط الدم، و سرعة ضربات القلب، و تفاقم حالات قصور القلب.  و لا ينبغي تناوله لمن يعانون من حساسية البيض أو الصويا.  أما استخدامه أثناء الحمل فقد يلحق الضرر بالجنين.  و هو عبارة عن حاصرات قنوات الكالسيوم من نوع ديهيدروبيريدين. 
تمت الموافقة على كليفيديبين للاستخدام الطبي في الولايات المتحدة في عام 2008.  و هو متاح أيضًا في عدد من الدول الأوروبية.  في الولايات المتحدة، يبلغ سعر 50 ملغ حوالي 160 دولارًا أمريكيًا اعتبارًا من عام 2022. 